# Tiro nos Jogos Olímpicos de Verão de 1920
O tiro nos Jogos Olímpicos de Verão de 1920 foi realizado em Antuérpia, na Bélgica, com vinte e um eventos disputados.

## Eventos do tiro
Masculino: Tiro rápido 25 m | Pistola livre 50 metros | Pistola militar 30 m por equipe | Pistola militar 50 m por equipe | Carabina pequena 50 m | Carabina pequena 50 m por equipe | Carabina três posições 300 m | Carabina militar 300 m deitado | Carabina militar 300 m deitado por equipe | Carabina militar 300 m em pé | Carabina militar 300 m em pé por equipe | Carabina 600 m | Carabina 600 m por equipe | Carabina 300+600 m por equipe | Carabina 300 m por equipe | Tiro simples ao veado | Tiro simples ao veado por equipe | Tiro duplo ao veado | Tiro duplo ao veado por equipe | Fossa olímpica | Tiro ao pombo por equipe

## Tiro rápido 25 m masculino
| Pos. | País                 | Atletas            | Pontos |
| ---- | -------------------- | ------------------ | ------ |
|      | Brasil (BRA)         | Guilherme Paraense | 274    |
|      | Estados Unidos (USA) | Raymond Bracken    | 272    |
|      | Suíça (SUI)          | Fritz Zulauf       | 269    |

## Pistola livre 50 m masculino
| Pos. | País                 | Atletas          | Pontos |
| ---- | -------------------- | ---------------- | ------ |
|      | Estados Unidos (USA) | Carl Frederick   | 496    |
|      | Brasil (BRA)         | Afrânio da Costa | 489    |
|      | Estados Unidos (USA) | Alfred Lane      | 481    |

## Pistola militar 30 m por equipe masculino
| Ouro | Prata | Bronze                                                                                                  |
| Estados Unidos (USA) Total pontos: 1310 Louis Harant Alfred Lane Carl Frederick James Snook Michael Kelly | Grécia (GRE) Total pontos: 1285 Alexandros Theofilakis Ioannis Theofilakis Georgios Moraitinis Georgios Vaphiadis Iason Zappas | Suíça (SUI) Total pontos: 1270 Fritz Zulauf Joseph Jehle Gustave Amoudruz Hans Egli Domenico Giambonini |

## Pistola militar 50 m por equipe masculino
| Ouro | Prata | Bronze |
| Estados Unidos (USA) Total pontos: 2372 Carl Frederick Alfred Lane Raymond Bracken James Snook Michael Kelly | Suécia (SWE) Total pontos: 2289 Anders Andersson Casimir Reuterskiöld Gunnar Gabrielsson Sigvard Hultcrantz Anders Johnsson | Brasil (BRA) Total pontos: 2262 Afrânio da Costa Sebastião Wolf Dario Barbosa Fernando Soledade Guilherme Paraense |

## Carabina pequena 50 m masculino
| Pos. | País                 | Atletas            | Pontos |
| ---- | -------------------- | ------------------ | ------ |
|      | Estados Unidos (USA) | Lawrence Nuesslein | 391    |
|      | Estados Unidos (USA) | Arthur Rothrock    | 386    |
|      | Estados Unidos (USA) | Dennis Fenton      | 385    |

## Carabina pequena 50 m por equipe masculino
| Ouro | Prata | Bronze |
| Estados Unidos (USA) Total pontos: 1889 Lawrence Nuesslein Arthur Rothrock Willis Lee Dennis Fenton Gunnery Schriver | Suécia (SWE) Total pontos: 1873 Sigvard Hultcrantz Erik Ohlsson Leonard Lagerlöf Ragnar Stare Olle Ericsson | Noruega (NOR) Total pontos: 1866 Østen Østensen Olaf Sletten Anton Olsen Sigvart Johansen Albert Helgerud |

## Carabina três posições 300 m masculino
| Pos. | País                 | Atletas        | Pontos |
| ---- | -------------------- | -------------- | ------ |
|      | Estados Unidos (USA) | Morris Fisher  | 997    |
|      | Dinamarca (DEN)      | Niels Larsen   | 985    |
|      | Noruega (NOR)        | Østen Østensen | 980    |

## Carabina militar 300 m deitado masculino
| Pos. | País          | Atletas      | Pontos |
| ---- | ------------- | ------------ | ------ |
|      | Noruega (NOR) | Otto Olsen   | 60     |
|      | França (FRA)  | Léon Johnson | 59     |
|      | Suíça (SUI)   | Fritz Kuchen | 59     |

## Carabina militar 300 m deitado por equipe masculino
| Ouro | Prata                                                                                                  | Bronze |
| Estados Unidos (USA) Total pontos: 289 Carl Osburn Lloyd Spooner Morris Fisher Willis Lee Joseph Jackson | França (FRA) Total pontos: 283 Léon Johnson Emile Rumeau Achille Paroche André Parmentier Georges Roes | Finlândia (FIN) Total pontos: 281 Vilho Vauhkonen Karl Wegelius Veli Nieminen Kaarlo Lappalainen Voitto Kolho |

## Carabina militar 300 m em pé masculino
| Pos. | País                 | Atletas            | Pontos |
| ---- | -------------------- | ------------------ | ------ |
|      | Estados Unidos (USA) | Carl Osburn        | 56     |
|      | Dinamarca (DEN)      | Lars Madsen        | 55     |
|      | Estados Unidos (USA) | Lawrence Nuesslein | 54     |

## Carabina militar 300 m em pé por equipe masculino
| Ouro | Prata | Bronze                                                                                        |
| Dinamarca (DEN) Total pontos: 289 Lars Madsen Niels Larsen Anders Peterson Erik Sætter-Lassen Anders Nielsen | Estados Unidos (USA) Total pontos: 283 Carl Osburn Lawrence Nuesslein Lloyd Spooner Willis Lee Thomas Brown | Suécia (SWE) Total pontos: 281 Olle Ericsson Carl Johansson Leonard Lagerlöf Walfried Hellman |

## Carabina 600 m masculino
| Pos. | País                 | Atletas          | Pontos |
| ---- | -------------------- | ---------------- | ------ |
|      | Suécia (SWE)         | Carl Johansson   | 58     |
|      | Suécia (SWE)         | Mauritz Eriksson | 56     |
|      | Estados Unidos (USA) | Lloyd Spooner    | 56     |

## Carabina 600 m por equipe masculino
| Ouro | Prata | Bronze |
| Estados Unidos (USA) Total pontos: 287 Dennis Fenton Gunnery Schriver Willis Lee Lloyd Spooner Joseph Jackson | África do Sul (RSA) Total pontos: 287 David Smith Robert Bodley Ferdinand Buchanan George Harvey Frederick Morgan | Suécia (SWE) Total pontos: 287 Mauritz Eriksson Carl Johansson Gustaf Jonsson Erik Blomqvist Erik Ohlsson |

## Carabina 300+600 m por equipe masculino
| Ouro | Prata                                                                                               | Bronze                                                                                               |
| Estados Unidos (USA) Total pontos: 287 Joseph Jackson Willis Lee Gunnery Schriver Carl Osburn Lloyd Spooner | Noruega (NOR) Total pontos: 287 Otto Olsen Albert Helgerud Olaf Sletten Østen Østensen Jacob Onsrud | Suíça (SUI) Total pontos: 287 Fritz Kuchen Albert Tröndle Arnold Rösli Walter Lienhard Caspar Widmer |

## Carabina 300 m por equipe masculino
| Ouro | Prata                                                                                               | Bronze                                                                                            |
| Estados Unidos (USA) Total pontos: 2372 Morris Fisher Carl Osburn Dennis Fenton Lloyd Spooner Willis Lee | Noruega (NOR) Total pontos: 2289 Østen Østensen Otto Olsen Olaf Sletten Ludvig Larsen Harald Natvig | Suíça (SUI) Total pontos: 2264 Fritz Kuchen Albert Tröndle Arnold Rösli Caspar Widmer Jacob Reich |

## Tiro simples ao veado masculino
| Pos. | País          | Atletas       | Pontos |
| ---- | ------------- | ------------- | ------ |
|      | Noruega (NOR) | Otto Olsen    | 43     |
|      | Suécia (SWE)  | Alfred Swahn  | 41     |
|      | Noruega (NOR) | Harald Natvig | 41     |

## Tiro simples ao veado por equipe masculino
| Ouro                                                                                                | Prata | Bronze |
| Noruega (NOR) Total pontos: 178 Harald Natvig Otto Olsen Ole Lilloe-Olsen Einar Liberg Hans Nordvik | Finlândia (FIN) Total pontos: 159 Robert Tikkanen Nestori Toivonen Karl Wegelius Kaarlo Lappalainen Yrjö Kolho | Estados Unidos (USA) Total pontos: 158 Thomas Brown Lawrence Nuesslein Lloyd Spooner Carl Osburn Willis Lee |

## Tiro duplo ao veado masculino
| Pos. | País          | Atletas           | Pontos |
| ---- | ------------- | ----------------- | ------ |
|      | Noruega (NOR) | Ole Lilloe-Olsen  | 82     |
|      | Suécia (SWE)  | Fredric Landelius | 77     |
|      | Noruega (NOR) | Einar Liberg      | 71     |

## Tiro duplo ao veado por equipe masculino
| Ouro | Prata | Bronze |
| Noruega (NOR) Total pontos: 343 Harald Natvig Ole Lilloe-Olsen Einar Liberg Hans Nordvik Thorstein Johansen | Suécia (SWE) Total pontos: 336 Alfred Swahn Oscar Swahn Fredric Landelius Bengt Lagercrantz Edward Benedicks | Finlândia (FIN) Total pontos: 286 Robert Tikkanen Karl Wegelius Nestori Toivonen Vilho Vauhkonen Yrjö Kolho |

## Fossa olímpica masculino
| Pos. | País                 | Atletas      | Pontos |
| ---- | -------------------- | ------------ | ------ |
|      | Estados Unidos (USA) | Mark Arie    | 95     |
|      | Estados Unidos (USA) | Frank Troeh  | 93     |
|      | Estados Unidos (USA) | Frank Wright | 87     |

## Tiro ao pombo por equipe masculino
| Ouro | Prata                                                                                       | Bronze |
| Estados Unidos (USA) Total pontos: 547 Mark Arie Frank Troeh Frank Wright Frederick Plum Horace Bonser Forest McNeir | Bélgica (BEL) Total pontos: 503 Albert Bosquet Emile Dupont Louis van Tilt Edouard Fesinger | Suécia (SWE) Total pontos: 500 Erik Lundquist Per Kinde Fredric Landelius Alfred Swahn Karl Richter Erik Sökjer-Petersén |

## Quadro de medalhas do tiro
| Ordem | País               | Medalha de ouro | Medalha de prata | Medalha de bronze | Total |
| ----- | ------------------ | --------------- | ---------------- | ----------------- | ----- |
| 1     | USA Estados Unidos | 13              | 4                | 6                 | 23    |
| 2     | NOR Noruega        | 5               | 2                | 4                 | 11    |
| 3     | SWE Suécia         | 1               | 6                | 3                 | 10    |
| 4     | DEN Dinamarca      | 1               | 2                | 0                 | 3     |
| 5     | BRA Brasil         | 1               | 1                | 1                 | 3     |
| 6     | FRA França         | 0               | 2                | 0                 | 2     |
| 7     | FIN Finlândia      | 0               | 1                | 2                 | 3     |
| 8     | RSA África do Sul  | 0               | 1                | 0                 | 1     |
| 8     | BEL Bélgica        | 0               | 1                | 0                 | 1     |
| 8     | GRE Grécia         | 0               | 1                | 0                 | 1     |
| 11    | SUI Suíça          | 0               | 0                | 5                 | 5     |